# جان كلود ميزيريس
جان كلود ميزيريس (23 سبتمبر 1938 - 23 يناير 2022) كان فنانًا ورسامًا فرنسيًا. وُلِد في باريس ونشأ في سان ماندي المجاورة، وتعرّف على الرسم على يد أخيه الأكبر وتأثر بفناني الرسوم الهزلية مثل هيرجي وأندريه فرانكوين وموريس ولاحقًا جيجي وجاك ديفيس. تلقى تعليمه في المدرسة الوطنية العليا للفنون التطبيقية والحرف الفنية، وعمل بعد تخرجه كرسام للكتب والمجلات وكذلك في الإعلانات. أدى اهتمامه مدى الحياة بالغرب المتوحش إلى السفر إلى الولايات المتحدة في عام 1965 بحثًا عن المغامرة بصفته راعي بقر، وهي تجربة ستثبت أنها مؤثرة في أعماله اللاحقة.
بالعودة إلى فرنسا تعاون ميزيريس مع صديق طفولته بيير كريستن ، لإنشاء فاليريان ولوريلين، وهي سلسلة القصص المصورة الخيالية العلمية الشهيرة التي اشتهر بها والتي أثرت في العديد من أفلام الخيال العلمي والفانتازيا، بما في ذلك حرب النجوم. ساهم ميزيريس كمصمم مفاهيمي في العديد من مشاريع الصور المتحركة، وأبرزها فيلم لوك بيسون لعام 1997 المسمى العنصر الخامس، بالإضافة إلى استمراره في العمل كرسام للصحف والمجلات والإعلانات. كما قام بتدريس دورات حول إنتاج الرسوم الهزلية في جامعة باريس الثامنة: فينسينز- سان دوني.
حصل ميزيريس على اعتراف دولي من خلال العديد من الجوائز، أبرزها الجائزة الكبرى لمدينة أنغوليم عام 1984.